# Càrritx
El càrritx, carç, carcera, carritxera o faió (Ampelodesmos mauritanicus) és una planta amb flors de la família de les gramínies, la qual creix a brolles, bosquines i pinedes. Pertany al gènere monotípic Ampelodesmos. Als Països catalans, creix a les contrades mediterrànies marítimes, però és natural de tota la conca mediterrània meridional. És molt abundant a les Illes Balears, rara al Principat de Catalunya i absent al País Valencià.
Addicionalment pot rebre els noms de carços, fenassa, xirca i borró. També s'ha recollit la variant lingüística carsos.

## Descripció
És una planta herbàcia molt robusta, rizomatosa. Les seves tiges són massisses de 0,6-3,5 m d'alçària i fa grans motes i les seves fulles mesuren uns 7 mm d'amplada i no són auriculades. Làmines de les fulles dures; estretes i enrotllades; no pseudopeciolades. Lígula membranosa; no truncada; de 6-12 mm. La inflorescència en forma de panícula, arquejada, oberta, espatulada, i sovint violàcia, pot assolir fins a 50 cm de llargada. Eixos de l'espiga persistents; pedicel·lada. És una planta bisexual, amb espigues bisexuals; i flors hermafrodites. A les nostres latituds floreix entre els mesos d'abril i juny.
L'etimologia del nom prové del llatí, de la planta "carex", probablement a través d'una forma mossàrab "qarrici", amb influència d'altres noms de vegetals (garric, carrasca, etc.) pel que fa a la presència de la doble erra al nom.

## Galeria

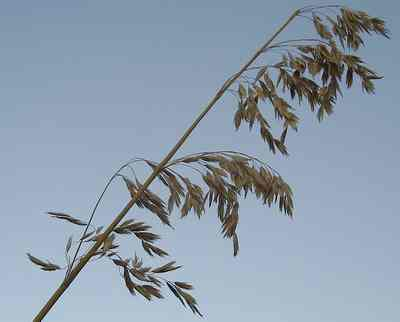
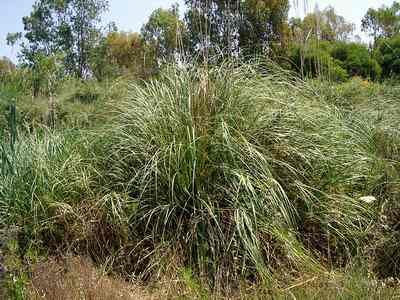
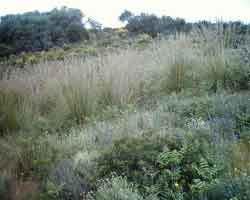
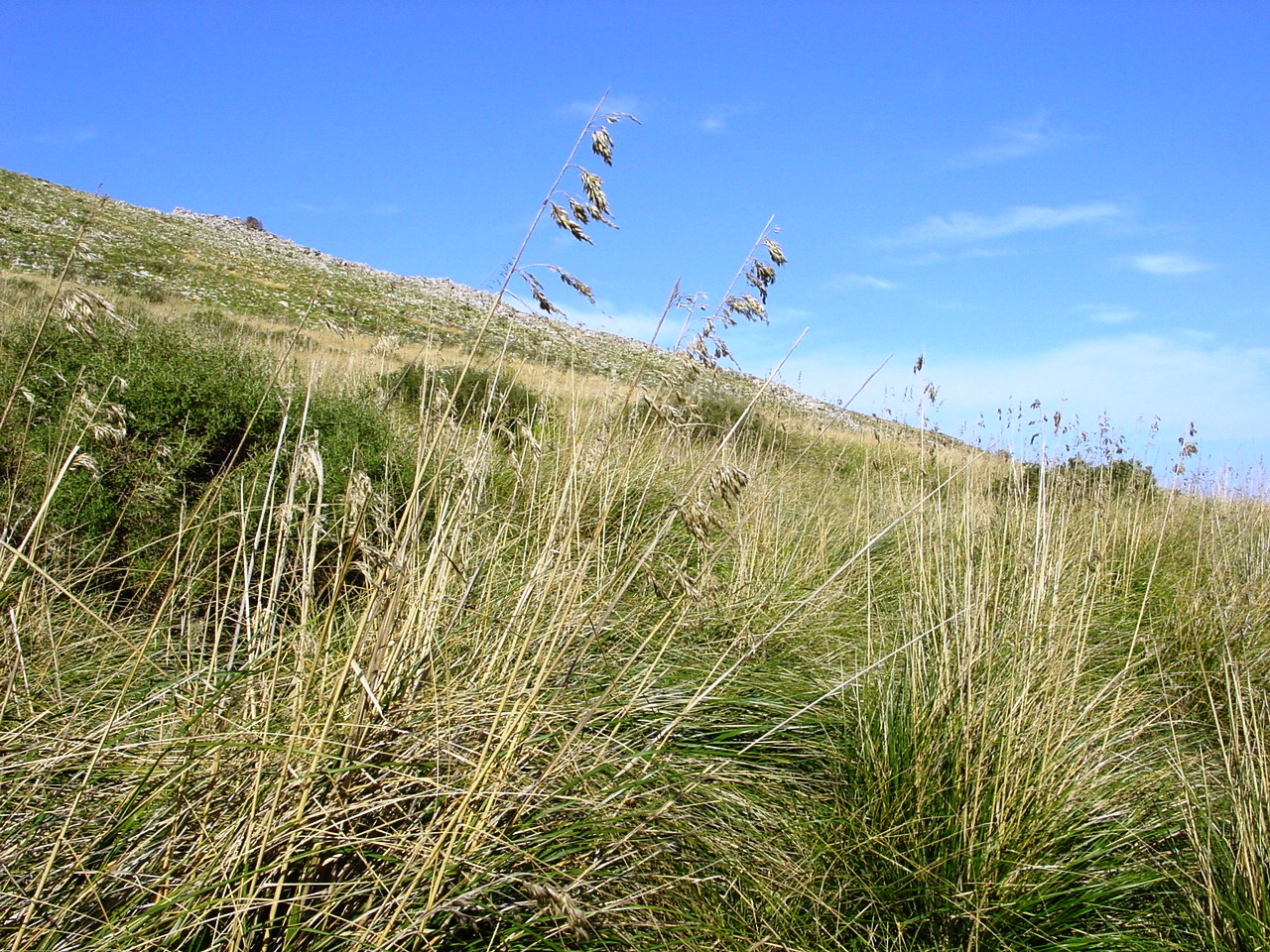